# Buenas Chicas
Buenas Chicas is een Nederlandse romantische komedie uit 2024 geregisseerd door Pim van Hoeve. De film ging op 7 maart 2024 in première.

## Verhaal
De film volgt de ambitieuze junior advocaat Billie die haar hart op de tong heeft. Maar als ze een belangrijke zaak verpest, dreigt ze haar baan te verliezen. Om dit te voorkomen gaat ze met haar beste vriendinnen Coosje en Allegra een wijnreis maken in het zonnige Spanje met als doel de Spaans-Nederlandse wijnboer Bruno te overtuigen om zijn wijngaard op te geven en zijn grond te verkopen aan Billie’s cliënten, die op het bewuste stuk grond een golfresort wilt bouwen.
Als de vriendinnen eenmaal in Spanje zijn aangekomen gaat het allemaal niet volgens plan, zeker niet wanneer Billie haar collega en ex-geliefde Rogier onverwachts voor haar neus staat.

## Rolverdeling
Regisseur Pim van Hoeve en producent Diede in 't Veld hadden beiden een cameo in de film als wijninkopers.
| acteur            | personage      |
| ----------------- | -------------- |
| Susan Radder      | Billie         |
| Britt Scholte     | Coosje         |
| Noël van Kleef    | Allegra        |
| Thijs Boermans    | Rogier         |
| Juvat Westendorp  | Bruno          |
| Steef Cuijpers    | Floris         |
| Matin Dadfar      | Majd           |
| Ilse Dorine       | Xenia          |
| Robin Frings      | Rodrigo        |
| Bert Hana         | Willem         |
| Marcos Jiménez    | Senor Gomez    |
| David Lucieer     | Melvin         |
| Yuna Miralles     | Cristina       |
| Elvira Out        | Marly          |
| Felice Poppeliers | Luna           |
| Beau Schneider    | Confrere Faber |
| Cristina Zaragozá | Gitana         |
| Pim van Hoeve     | wijninkoper    |
| Diede in 't Veld  | wijninkoper    |

## Achtergrond
De film werd geregisseerd door Pim van Hoeve en geproduceerd door Diede in 't Veld en Edvard van 't Wout namens productiebedrijf 2CFILM. De opnamen van de film gingen van start in oktober 2023 en vonden voornamelijk plaats in Spanje en het overige deel in Nederland. Hoofdrollen in de film waren weggelegd voor onder anderen Susan Radder, Noël van Kleef, Britt Scholte en Thijs Boermans.
Op 30 januari 2024 werden de eerste bewegende beelden van de film gedeeld in de vorm van een trailer. Buenas Chicas ging vervolgens op 7 maart 2024 in première.